# Wyczółkowscy herbu Ślepowron

Herb Ślepowron

Wyczółkowscy – polski ród szlachecki herbu Ślepowron; wyznania rzymskokatolickiego. Nazwisko wzięli od miejscowości Wyczółki w pow. łosickim (parafia Hadynów istniejąca od ok. 1410) w dawnej ziemi mielnickiej. Licznie rozrodzeni od XVI w., stanowili drobną szlachtę. Najstarsza źródłowa wzmianka pochodzi z rejestru wojska powiatu mielnickiego z 1528 (Lietuvos Metrika, knyga nr 523, Vilnius 2006, s. 96), a imienna z 1534 (M. Krom, Radziwiłłowskije Akty iz sobranija Rossijskoj Nacjonalnoj Biblioteki, Moskwa-Warszawa 2002, s. 69). Wymieniani licznie w aktach grodzkich mielnickich z lat 1554–1564 (Archiwum Państwowe w Krakowie, Zbiór Zygmunta Glogera, sygn. 49). Elektorzy króla Stanisława Augusta z województwa bełzkiego w 1764. Marcin, komornik ziemski bełski w 1778. Występują w okresie Rzeczypospolitej szlacheckiej w zachowanych od 1659 aktach metrykalnych parafii Hadynów jako szlachta.
Tylko miejscowość Wyczółki pod Łosicami w par. Hadynów była gniazdem rodu. Liczne miejscowości o nazwie Wyczółki znajdujące się przeważnie w pasie od Sochaczewa do Brześcia Litewskiego były wsiami królewskimi lub należały do dóbr szlacheckich i zasiedlali je chłopi. Istnieje miejscowość Wyczałkowo w ziemi dobrzyńskiej, z którego wywodzą się Wyczałkowscy herbu Ślepowron, którym błędnie przypisuje się również herb Trąby. Trudno jednak o jednoznaczne stwierdzenie na temat łączności genealogicznej obu rodów.

## Heraldyka
Występują w XVIII w. z herbem Ślepowron. W XVI w. niektórzy Wyczółkowscy używali przydomku Zagroba. Trudno jednoznacznie stwierdzić, czy chodzi tu o herb Zagłoba.

## Główne gałęzie
Podlaska, licznie rozrodzona (używająca niekiedy przydomków, jak m.in. Masło, Sędryk, Guzek czy Jerzak), osiadła w dawnej ziemi mielnickiej w miejscowościach Wyczółki, Bolesty, Pietrusy, Radlnia, Szańków, Szawły (par. Hadynów), Biernaty (par. Łosice), Popławy (par. Huszlew), Ptaszki, Rogóziec i Sosenki (par. Mordy) i Wierzbice-Strupki (par. Jabłonna Lacka). Od tej gałęzi pochodzi odgałęzienie mieszkające w XIX w. na terenie pow. radzyńskiego i ryckiego, z którego pochodził Leon Wyczółkowski.
Galicyjska od 2 poł. XVIII w. w ziemi sanockiej i pilzneńskiej, przeważnie dzierżawcy.

## Legitymacje szlacheckie
Nieliczni poszczególni przedstawiciele rodu wylegitymowali się ze szlachectwa w Królestwie Polskim w latach 1854-1856 oraz w Galicji przed sądem ziemskim pilzneńskim w 1782.

## Przedstawiciele
- Antoni Wyczółkowski (1716–1786) – łowczy mielnicki, protoplasta wygasłej gałęzi galicyjskiej
- Leon Wyczółkowski (1852–1936) – malarz, grafik i rysownik
- Hieronim Wyczółkowski (1879–1971) – działacz gospodarczy, urzędnik samorządowy, minister w pierwszym rządzie Antoniego Ponikowskiego
- Janina Surynowa-Wyczółkowska (1892–1985) – pisarka
- Stefan Wyczółkowski (1892–1940) – oficer Wojska Polskiego
- Irena Wyczółkowska (1941–2015) – poetka, polonistka i redaktorka
- Władysław Wyczółkowski (1906–1960) – por. NSZ "Sęp"
- Leszek Wyczółkowski (ur. 1950) – malarz